# De coloribus
Sui colori (Greek Περὶ χρωμάτων; Latin De Coloribus) è un trattato tramandato come opera di Aristotele, ma oggi unanimemente ritenuto spurio, viste le differenze sostanziali rispetto alle sue opere autentiche.

## Struttura
Tutti gli studiosi concordano sul fatto che questo breve trattato non sia stato scritto da Aristotele; ma sebbene sia stato assegnato sia a Teofrasto che a Stratone di Lampsaco, non ci sono prove su cui determinare la paternità. Probabilmente proviene da una delle scuole peripatetiche.
Come afferma l'autore alla fine del trattato, si intende piuttosto fornire dati per un esame dettagliato della teoria scientifica del colore, piuttosto che esporne una tesi completa. Tra le altre cose, naturalmente non c'è conoscenza del ruolo svolto dall'azione chimica; ma l'autore distingue tra colori primari e secondari e solleva dubbi sul fatto che il nero sia un colore; è, inoltre, notevole che l'autore si sia reso conto che lo sviluppo del colore negli animali e nelle piante dipende in parte dal calore e sembra suggerire che il calore e l'umidità siano i fattori di controllo. 
L'operetta ha più valore come raccolta di fatti osservati che per qualsiasi teoria sull'origine e sullo sviluppo del colore nella vita fisica. 